# マラナ (アリゾナ州)
マラナ（Marana）は、アメリカ合衆国アリゾナ州のピマ郡にある町。人口は5万1908人（2020年）。ツーソンの北西に位置している。町域の一部はピナル郡に入っている。

## 歴史
マラナに入植が始まったのは1920年頃である。農地が開拓され、綿花、小麦、大麦、アルファルファ、ピーカンなどが生産された。
1977年に法人化し「マラナ町」が誕生した。2000年以降はツーソン郊外の住宅地として機能しており、人口は増加傾向にある。

## スポーツ
マラナはゴルフのWGCマッチプレーの開催地になったことがある。

## 交通
町の幹線道路は州間高速道路10号線である。